# جان وودروف
جان وودروف (به انگلیسی: John Woodroffe، زاده ۱۸۶۵–۱۹۳۶) خاورشناس اهل بریتانیا بود.